# Nauderer Hütte
Die Nauderer Hütte ist eine Schutzhütte der Kategorie I der Sektion Bremen des Deutschen Alpenvereins (DAV). Sie liegt in den Ötztaler Alpen in Österreich. Es handelt sich um eine Selbstversorgerhütte ohne Bewirtschaftung.

## Geschichte
Die Sektion Bremen wurde am 29. Oktober 1886 in Bremen im Oktogon des damaligen Künstlervereins als Sektion Bremen des Deutschen und Österreichischen Alpenvereins (DuOeAV) gegründet. Von der befreundeten Sektion Österreichischer Gebirgsverein bot sich die Gelegenheit die Nauderer Hütte zu erwerben. Seit dem 1. Juli 1936 ist die Sektion Bremen die im Grundbuch eingetragene und vom Hauptausschuss bestätigte Eigentümerin.

## Lage
Die Nauderer Hütte befindet sich auf österreichischem Boden kurz vor dem Reschenpass, oberhalb der Gemeinde Nauders, am Rande der Ötztaler Alpen.

## Aufstieg
- von Nauders (1365 m), Gehzeit: 1,5 bis 2 Std.
- über Novelles- und Stables-Hof (nur im Sommer) Gehzeit: 2 bis 2,5 Std.
- Im Sommer ist die Goldseehütte/Berghotel Jochelius auch mit dem PKW zu erreichen.
- Im Winter kann man die Gondel der Bergkastellseilbahn nutzen und von der Bergstation quer durch das Skigebiet zum Berghotel Jochelius abfahren.
- Vom Berghotel Jochelius ca. 10 Min. Aufstieg.

## Hütten in der Nähe
- Goldseehütte, bewirtschaftete Hütte, Ötztaler Alpen (1900 m).
- Bergkastelalpe, Alpe, Ötztaler Alpen (2060 m).
- Rossbödenalm, Alpe Ötztaler Alpen (2351 m).
- Reschner Alm, Alpe bewirtschaftet, Sesvenna-Gruppe (2015 m).
- Grauner Kopf Alm, Alpe, Ötztaler Alpen (2215 m).
- Radurschl Alm, Alpe bewirtschaftet, Ötztaler Alpen (1814 m).
- Hohenzollernhaus, bewirtschaftete Hütte, Ötztaler Alpen (2123 m).[3]

## Touren
- Von der Nauderer Hütte nach Nauders, Wanderung, Tiroler Oberland, 5,7 km, 2 Std.
- KO-E1 Plamort-Stieralm-Nauders, Wanderung, Tiroler Oberland, 11,1 km, 3,4 Std.
- Reschen Region – Nauders – Großer Mataunkopf (2895 m) mit Goldseen, Bergtour, Tiroler Oberland, 16,3 km, 7 Std.
- Goldseen Nauders (Bergkastel), Bergtour, Tiroler Oberland, 13,9 km, 6 Std.
- Wanderung von der Bergkastelbahn zu den Goldseen, Wanderung, Tiroler Oberland, 13,9 km, 5,3 Std.[4]

## Gipfel
- Tscheyegg (2668 m), 2,5 Std., mittelschwierig.
- Großer Schafkopf (2998 m), 4 Std., mittelschwierig.
- Bergkastelspitze (2912 m), 4 Std., mittelschwierig (über Goldseen, am Schluss kurzer, leichter Klettersteig).
- Mataunkopf (2893 m), 3,5 Std., mittelschwierig.[5]

## Klettermöglichkeiten
- Tirolerweg Klettersteig, Klettersteig, Tiroler Oberland, 6,8 km, 4,5 Std.
- Goldweg Klettersteig Bergkastelspitz, Klettersteig, Tiroler Oberland, 6,9 km, 4 Std.[6]

## Wintersport
- Bergkastel, Schneeschuh, Tiroler Oberland, 8,2 km, 2 Std.[7]
- Skigebiet Nauders.[8]

## Karten
- Alpenvereinskarte 30/4 Ötztaler Alpen – Nauderer Berge: Wegmarkierung und Skitouren Landkarte – Gefaltete Karte, Gebiet: Westliche Ötztaler Alpen mit Pfunds, Nauders, Reschenpass, Hohenzollernhaus, Glockturm, Weißseespitze. ISBN 978-3-928777-42-1